# Kurija
Kurija (makedonska: Курија) är en ort i Nordmakedonien. Den ligger i den centrala delen av landet, 70 kilometer sydost om huvudstaden Skopje. Kurija ligger 152 meter över havet och antalet invånare är 214.